# تراشه کلیپر
تراشه کلیپر(به انگلیسی Clipper chip) یک چیپست بود که آژانس امنیت ملی ایالات متحده به عنوان وسیله رمزگذاری(Encryption) «پیام‌های صوتی و دیتا» توسعه می‌داد و یک در پشتی درون آن جاسازی شده بود. قرار بود این تراشه توسط شرکت‌های مخابراتی برای انتقال صدا استفاده شود. این تراشه می‌توانست پیام‌ها را رمزگذاری و رمزگشایی کند. این بخشی از برنامه دولت بیل کلینتون بود که «به مقامات اجرای قانون فدرال، ایالتی و محلی امکان رمزگشایی انتقال صدا و داده‌های رهگیری شده را می‌داد.» «در هر تراشه کلیپر یک شماره سریال منحصر به فرد و یک کلید» سری «مخفی، هنگام تولید در تراشه تعبیه می‌شد.» به این ترتیب، هر وسیله از دستگاه دیگر متفاوت بود.

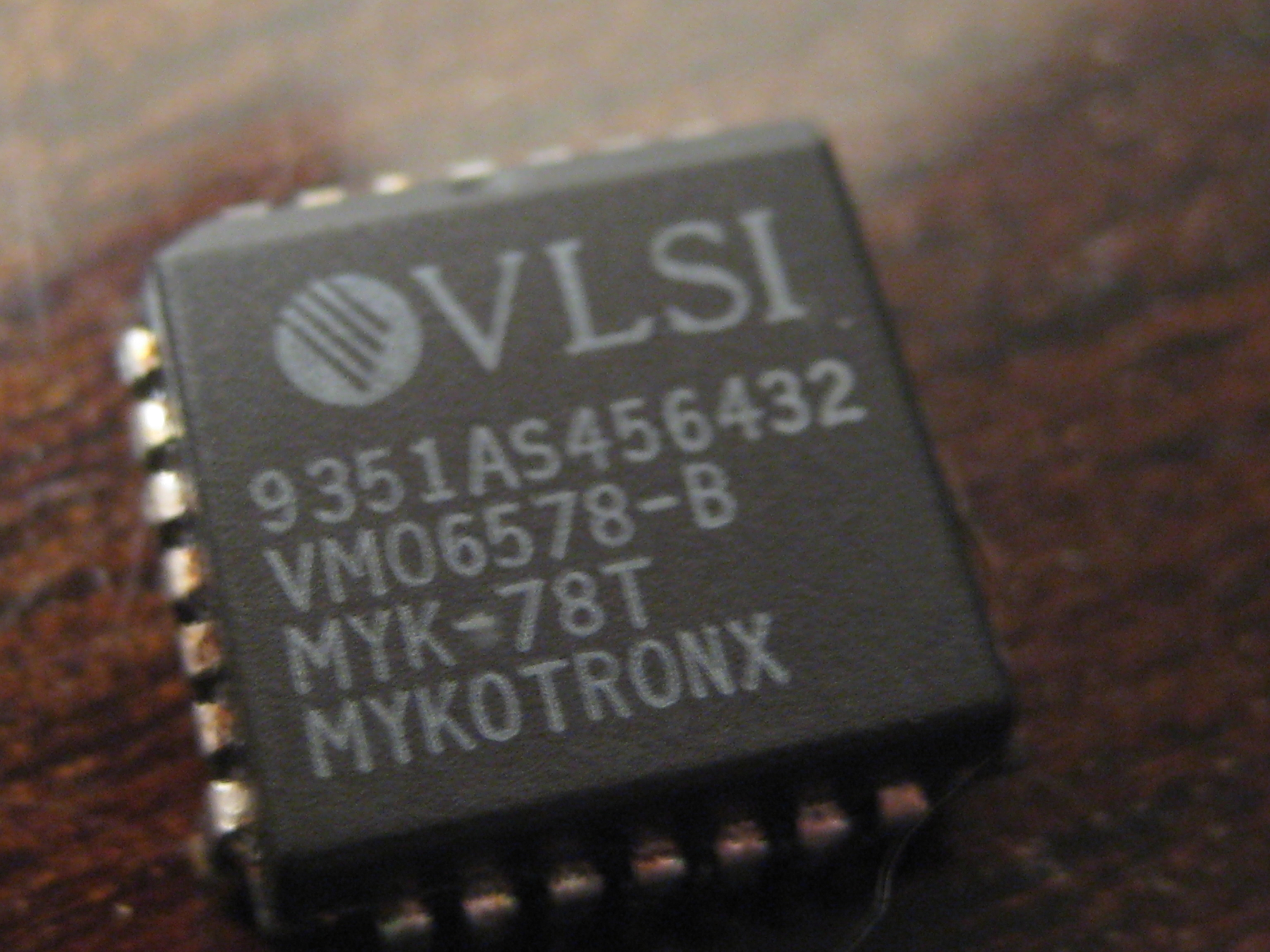
MYK-78 «تراشه کلیپر»

برنامه تراشه کلیپر در سال ۱۹۹۳ معرفی شد و تا سال ۱۹۹۶ کاملاً از کار افتاده بود.

## واکنش‌ها

آراس‌ای سکیوریتی اعتراضی عمومی علیه در پشتی تراشه کلیپر در با اصطلاح جنگ‌های رمزی، راه‌اندازی کرد که این پوستر به یاد ماندنی‌ترین نماد آن بحث است.

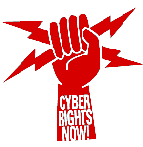
مجله وایرد

سازمان‌هایی مانند مرکز حفظ حریم خصوصی اطلاعات الکترونیکی و بنیاد مرزهای الکترونیکی، طرح تراشه کلیپر را به چالش کشیدند و گفتند که این امر نه تنها باعث می‌شود شهروندان تحت نظارت دولت قرار گرفته و چه بسا به کنترل غیرقانونی منجر خواهد شد بلکه قدرت رمزگذاری تراشه کلیپر نیز نمی‌تواند ارزیابی شود. زیرا طرح آن، طبقه‌بندی‌شده است. بنابراین افراد و مشاغل ممکن است با یک سامانه ارتباطی ناامن مشغول به کار باشند.
در ادامه، خاطرنشان شد که گرچه شرکت‌های آمریکایی را می‌توان مجبور کرد که از تراشه کلیپر در محصولات رمزگذاری خود استفاده کنند شرکت‌های خارجی را نمی‌توان مجبور به چنین کاری کرد و احتمالاً تلفن‌های دارای رمزگذاری قوی داده‌ها در خارج از کشور تولید می‌شوند و در سراسر جهان و در آمریکا پخش می‌شوند؛ که نفی کل هدف اجرایی طرح و البته آسیب رساندن به تولیدکنندگان آمریکایی به‌شمار می‌رفت. سناتورها جان اشکروفت و جان کری مخالف پیشنهاد تراشه کلیپر بودند از حق افراد برای رمزنگاری پیام‌ها و صادرات نرم‌افزار رمزگذاری پشتیبانی می‌کرند.